# Sovetskij rajon (Oblast' di Kursk)
Il Sovetskij rajon (in russo Советский район?) è un rajon dell'Oblast' di Kursk, nella Russia europea; il capoluogo è Kšenskij. Il rajon ricopre una superficie di 1.150 chilometri quadrati.